# Platysmittia bilyji
Platysmittia bilyji är en tvåvingeart som beskrevs av Ole Anton Saether 1985. Platysmittia bilyji ingår i släktet Platysmittia och familjen fjädermyggor.
Artens utbredningsområde är Manitoba. Inga underarter finns listade i Catalogue of Life.